# Steinweg 60 (Quedlinburg)

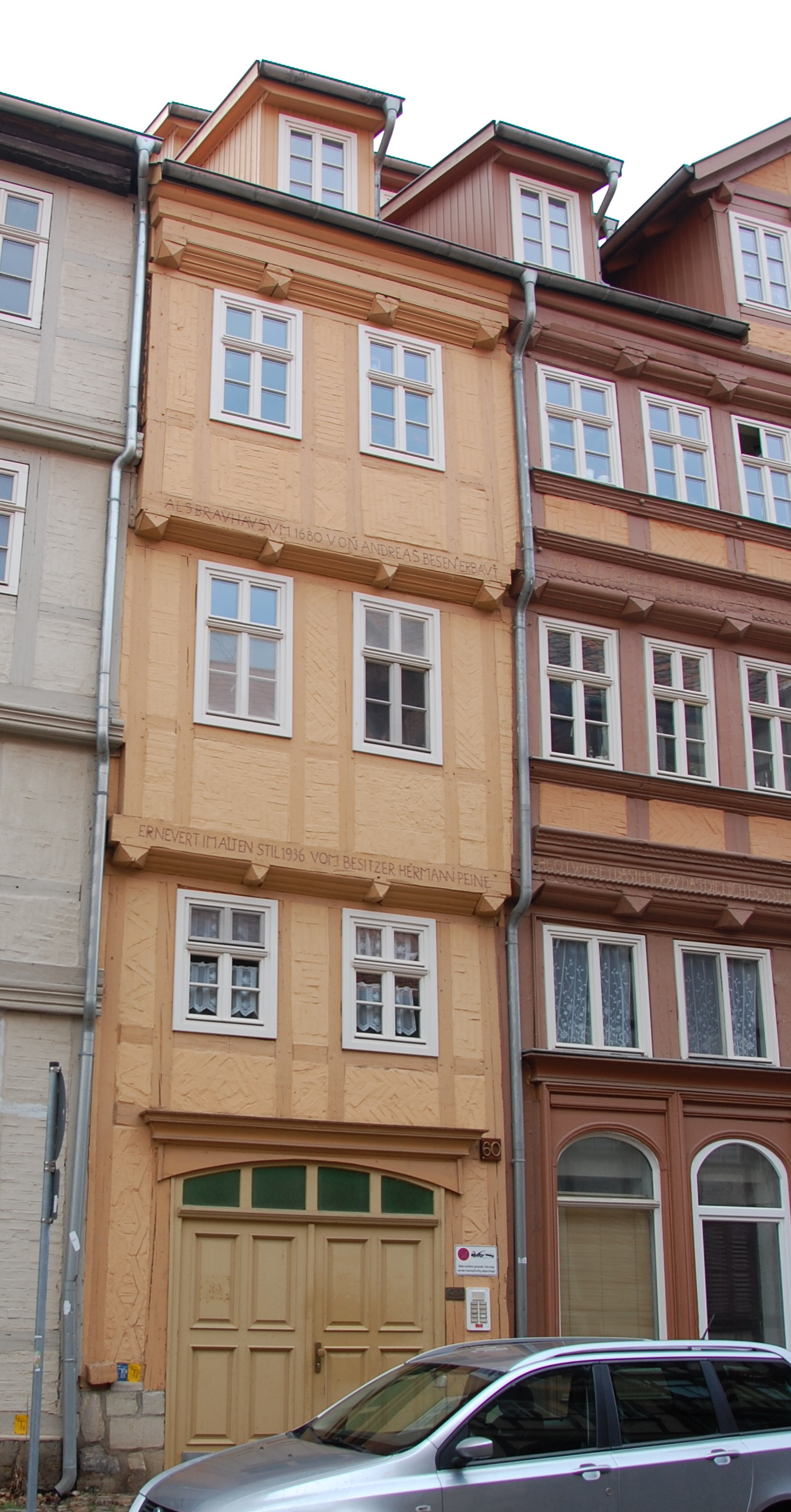
Steinweg 60, Ostteil

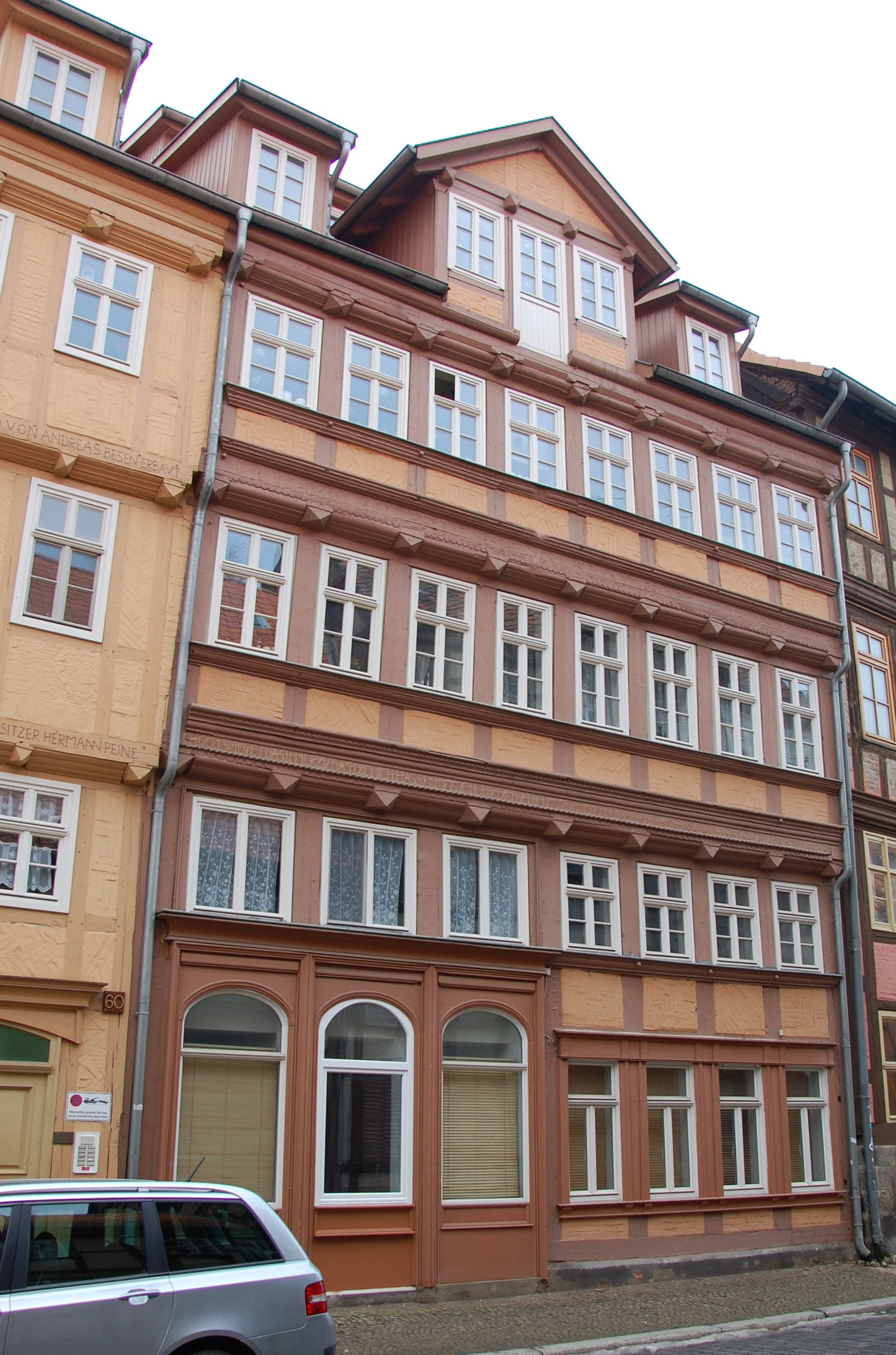
Steinweg 60, rechter Teil

Das Haus Steinweg 60 ist ein denkmalgeschütztes Gebäude in der Stadt Quedlinburg in Sachsen-Anhalt.

## Lage
Es befindet sich in der historischen Quedlinburger Neustadt auf der Südseite des Steinwegs. Östlich grenzt das gleichfalls denkmalgeschützte Haus Steinweg 59, westlich das Haus Steinweg 61 an. Im Quedlinburger Denkmalverzeichnis ist es als Kaufmannshaus eingetragen.

## Architektur und Geschichte
Das Anwesen besteht aus zwei straßenseitigen, unterschiedlich breiten Fachwerkhäusern. Der rechte, westliche Teil entstand im Jahr 1696 durch den Zimmermeister Andreas Besen, auf den eine der am Gebäude befindlichen Inschriften (A.BESEN Z.M) verweist. Die Fachwerkfassaden verfügen über profilierte Brüstungsbohlen und Füllhölzer. In den Gefachen wurden Zierausmauerungen eingesetzt. Darüber hinaus bestehen Pyramidenbalkenköpfe. 1936 wurde in die westliche Hälfte des Hauses ein Ladengeschäft im Stil des Historismus eingefügt. Bei den Umbau- und Neubauarbeiten der 1930er Jahre wurde auf eine Wiederherstellung der historischen Fassade geachtet.
Hofseitig befinden sich ebenfalls in Fachwerkbauweise errichtete umfangreiche Wirtschaftsbauten.